# Unicodeblock Mandäisch
Der Unicodeblock Mandäisch (Mandaic, U+0840 bis U+085F) enthält die mandäische Schrift. Diese Schrift wird von den heutigen Mandäern zur Schreibung ihrer Sprache verwendet.

## Tabelle
| Unicodenummer | Zeichen (400 %) | Kategorie                               | Bidirektionale Klasse              | Offizielle Bezeichnung    | Beschreibung                     |
| ------------- | --------------- | --------------------------------------- | ---------------------------------- | ------------------------- | -------------------------------- |
| U+0840 (2112) | ࡀ               | anderer Buchstabe, Silbe oder Ideogramm | rechts nach links (nicht-arabisch) | MANDAIC LETTER HALQA      | Mandäischer Buchstabe A          |
| U+0841 (2113) | ࡁ               | anderer Buchstabe, Silbe oder Ideogramm | rechts nach links (nicht-arabisch) | MANDAIC LETTER AB         | Mandäischer Buchstabe B          |
| U+0842 (2114) | ࡂ               | anderer Buchstabe, Silbe oder Ideogramm | rechts nach links (nicht-arabisch) | MANDAIC LETTER AG         | Mandäischer Buchstabe G          |
| U+0843 (2115) | ࡃ               | anderer Buchstabe, Silbe oder Ideogramm | rechts nach links (nicht-arabisch) | MANDAIC LETTER AD         | Mandäischer Buchstabe D          |
| U+0844 (2116) | ࡄ               | anderer Buchstabe, Silbe oder Ideogramm | rechts nach links (nicht-arabisch) | MANDAIC LETTER AH         | Mandäischer Buchstabe H          |
| U+0845 (2117) | ࡅ               | anderer Buchstabe, Silbe oder Ideogramm | rechts nach links (nicht-arabisch) | MANDAIC LETTER USHENNA    | Mandäischer Buchstabe U          |
| U+0846 (2118) | ࡆ               | anderer Buchstabe, Silbe oder Ideogramm | rechts nach links (nicht-arabisch) | MANDAIC LETTER AZ         | Mandäischer Buchstabe Z          |
| U+0847 (2119) | ࡇ               | anderer Buchstabe, Silbe oder Ideogramm | rechts nach links (nicht-arabisch) | MANDAIC LETTER IT         | Mandäischer Buchstabe T          |
| U+0848 (2120) | ࡈ               | anderer Buchstabe, Silbe oder Ideogramm | rechts nach links (nicht-arabisch) | MANDAIC LETTER ATT        | Mandäischer Buchstabe Tt         |
| U+0849 (2121) | ࡉ               | anderer Buchstabe, Silbe oder Ideogramm | rechts nach links (nicht-arabisch) | MANDAIC LETTER AKSA       | Mandäischer Buchstabe I          |
| U+084A (2122) | ࡊ               | anderer Buchstabe, Silbe oder Ideogramm | rechts nach links (nicht-arabisch) | MANDAIC LETTER AK         | Mandäischer Buchstabe K          |
| U+084B (2123) | ࡋ               | anderer Buchstabe, Silbe oder Ideogramm | rechts nach links (nicht-arabisch) | MANDAIC LETTER AL         | Mandäischer Buchstabe L          |
| U+084C (2124) | ࡌ               | anderer Buchstabe, Silbe oder Ideogramm | rechts nach links (nicht-arabisch) | MANDAIC LETTER AM         | Mandäischer Buchstabe M          |
| U+084D (2125) | ࡍ               | anderer Buchstabe, Silbe oder Ideogramm | rechts nach links (nicht-arabisch) | MANDAIC LETTER AN         | Mandäischer Buchstabe N          |
| U+084E (2126) | ࡎ               | anderer Buchstabe, Silbe oder Ideogramm | rechts nach links (nicht-arabisch) | MANDAIC LETTER AS         | Mandäischer Buchstabe S          |
| U+084F (2127) | ࡏ               | anderer Buchstabe, Silbe oder Ideogramm | rechts nach links (nicht-arabisch) | MANDAIC LETTER IN         | Mandäischer Buchstabe Nn         |
| U+0850 (2128) | ࡐ               | anderer Buchstabe, Silbe oder Ideogramm | rechts nach links (nicht-arabisch) | MANDAIC LETTER AP         | Mandäischer Buchstabe P          |
| U+0851 (2129) | ࡑ               | anderer Buchstabe, Silbe oder Ideogramm | rechts nach links (nicht-arabisch) | MANDAIC LETTER ASZ        | Mandäischer Buchstabe Sz         |
| U+0852 (2130) | ࡒ               | anderer Buchstabe, Silbe oder Ideogramm | rechts nach links (nicht-arabisch) | MANDAIC LETTER AQ         | Mandäischer Buchstabe Q          |
| U+0853 (2131) | ࡓ               | anderer Buchstabe, Silbe oder Ideogramm | rechts nach links (nicht-arabisch) | MANDAIC LETTER AR         | Mandäischer Buchstabe R          |
| U+0854 (2132) | ࡔ               | anderer Buchstabe, Silbe oder Ideogramm | rechts nach links (nicht-arabisch) | MANDAIC LETTER ASH        | Mandäischer Buchstabe Sch        |
| U+0855 (2133) | ࡕ               | anderer Buchstabe, Silbe oder Ideogramm | rechts nach links (nicht-arabisch) | MANDAIC LETTER AT         | Mandäischer Buchstabe Ttt        |
| U+0856 (2134) | ࡖ               | anderer Buchstabe, Silbe oder Ideogramm | rechts nach links (nicht-arabisch) | MANDAIC LETTER DUSHENNA   | Mandäischer Buchstabe Di         |
| U+0857 (2135) | ࡗ               | anderer Buchstabe, Silbe oder Ideogramm | rechts nach links (nicht-arabisch) | MANDAIC LETTER KAD        | Mandäischer Buchstabe Kad        |
| U+0858 (2136) | ࡘ               | anderer Buchstabe, Silbe oder Ideogramm | rechts nach links (nicht-arabisch) | MANDAIC LETTER AIN        | Mandäischer Buchstabe Ain        |
| U+0859 (2137) | ࡙                | Markierung ohne Extrabreite             | Markierung ohne Extrabreite        | MANDAIC AFFRICATION MARK  | Mandäisches Affrikatenzeichen    |
| U+085A (2138) | ࡚                | Markierung ohne Extrabreite             | Markierung ohne Extrabreite        | MANDAIC VOCALIZATION MARK | Mandäisches Vokalisationszeichen |
| U+085B (2139) | ࡛                | Markierung ohne Extrabreite             | Markierung ohne Extrabreite        | MANDAIC GEMINATION MARK   | Mandäisches Geminierungszeichen  |
| U+085E (2142) | ࡞               | andere Interpunktion                    | rechts nach links (nicht-arabisch) | MANDAIC PUNCTUATION       | Mandäisches Satzzeichen          |